# Linford Christie
Linford Christie (* 2. dubna 1960 Saint Andrew, Jamajka) je bývalý britský sprinter, jediný atlet historie, který vyhrál zlato ve sprintu na 100 m na olympiádě, mistrovství světa, Evropy i Hrách Commonwealthu. V době částečně přerušené kariéry mu byl objeven v těle doping.
Christie byl jedním z mála sprinterů, kteří dokázali konkurovat v první polovině 90. let americkým a kanadským reprezentantům. Na olympijských hrách v Atlantě v roce 1996 obhajoval zlato z Barcelony, byl ale ve finále pro dva předčasné starty diskvalifikován. O rok později ukončil aktivní kariéru, v roce 1999 se však nechal přesvědčit k účasti na závodu v německém Dortmundu. Rutinní dopingová kontrola tam však u něj prokázala stopy zakázaného nandrolonu, což mělo za následek ztrátu sponzorské smlouvy se společností Puma a zákaz činnosti udělený mezinárodní federací IAAF (Britská atletická federace předtím rozhodla o jeho nevině).
V roce 1993 se stal vítězem ankety Atlet Evropy. Jeho osobní rekord v běhu na 100 metrů je 9,87 s., což byl zároveň bývalý evropský kontinentální rekord (překonal jej až roku 2004 Francis Obikwelu na LOH v Athénách).

## Osobní rekordy
Hala
- Běh na 200 metrů – 20,25 s, Liévin, 19. 2. 1995 - Současný evropský rekord